# Olivier Sorlin
Olivier Sorlin (ur. 9 kwietnia 1979 w Saint-Étienne) – francuski piłkarz grający na pozycji pomocnika w klubie Evian TG.

## Kariera klubowa
| Sezon   | Klub             | Kraj    | Rozgrywki          | Mecze | Bramki | Rozgrywki Europy                    | Mecze | Bramki |
| ------- | ---------------- | ------- | ------------------ | ----- | ------ | ----------------------------------- | ----- | ------ |
| 1997/98 | ASOA Valence     | Francja | Division 2         | 13    | 1      | –                                   | –     | –      |
| 1998/99 | ASOA Valence     | Francja | Division 2         | 35    | 3      | –                                   | –     | –      |
| 1999/00 | Montpellier HSC  | Francja | Division 1         | 28    | 1      | –                                   | 3     | 0      |
| 2000/01 | Montpellier HSC  | Francja | Division 2         | 28    | 4      | –                                   | –     | –      |
| 2001/02 | Montpellier HSC  | Francja | Division 1         | 13    | 1      | –                                   | –     | –      |
| 2001/02 | Stade Rennais FC | Francja | Division 1         | 16    | 4      | –                                   | –     | –      |
| 2002/03 | Stade Rennais FC | Francja | Ligue 1            | 32    | 0      | –                                   | –     | –      |
| 2003/04 | Stade Rennais FC | Francja | Ligue 1            | 28    | 3      | –                                   | –     | –      |
| 2004/05 | Stade Rennais FC | Francja | Ligue 1            | 35    | 3      | –                                   | –     | –      |
| 2005/06 | AS Monaco        | Francja | Ligue 1            | 20    | 1      | Liga Mistrzów UEFA Liga Europa UEFA | 2 4   | 0 0    |
| 2005/06 | Stade Rennais FC | Francja | Ligue 1            | 13    | 0      | –                                   | –     | –      |
| 2006/07 | Stade Rennais FC | Francja | Ligue 1            | 32    | 0      | –                                   | –     | –      |
| 2007/08 | Stade Rennais FC | Francja | Ligue 1            | 33    | 0      | Liga Europa UEFA                    | 5     | 0      |
| 2008/09 | Stade Rennais FC | Francja | Ligue 1            | 0     | 0      | Liga Europa UEFA                    | 2     | 0      |
| 2008/09 | PAOK FC          | Grecja  | Superleague Ellada | 17    | 1      | –                                   | –     | –      |
| 2009/10 | PAOK FC          | Grecja  | Superleague Ellada | 29    | 2      | Liga Europa UEFA                    | 2     | 0      |
| 2010/11 | PAOK FC          | Grecja  | Superleague Ellada | 1     | 0      | Liga Mistrzów UEFA Liga Europa UEFA | 2 2   | 0 0    |
| 2010/11 | Evian TG         | Francja | Ligue 2            | 30    | 1      | –                                   | –     | –      |
| 2011/12 | Evian TG         | Francja | Ligue 1            | 33    | 2      | –                                   | –     | –      |
| 2012/13 | Evian TG         | Francja | Ligue 1            | 36    | 0      | –                                   | –     | –      |
| 2013/14 | Evian TG         | Francja | Ligue 1            | 37    | 0      | –                                   | –     | –      |
| 2014/15 | Evian TG         | Francja | Ligue 1            | 16    | 0      | –                                   | –     | –      |

Stan na: 14 grudzień 2014 r.